# Hysterocrates weileri
Hysterocrates weileri é uma espécie de aranha pertencente à família Theraphosidae (tarântulas).